# Leptostomum depile
Leptostomum depile är en bladmossart som beskrevs av C. Müller 1900. Leptostomum depile ingår i släktet Leptostomum och familjen Bryaceae. Inga underarter finns listade i Catalogue of Life.